# CNTLN
CNTLN‏ (Centlein) هوَ بروتين يُشَفر بواسطة جين CNTLN في الإنسان.